# 藤原薫 (俳優)
藤原 薫（ふじわら かおる、1995年9月6日 - ）は、日本の俳優、元子役。東京都出身。

## 経歴
8歳の時にスカウトされ、子役として芸能活動を開始。2010年公開の映画『告白』で重要な人物のひとりである少年Bを演じた。
2021年4月20日、17年間所属したスペースクラフトを2021年4月20日付で退社。俳優の仕事は継続する。

## 出演

### 映画
- 大阪ハムレット（2008年） - 近藤 役
- 20世紀少年 （2008年 - 2009年） - サダキヨ（幼少期） 役
  - 20世紀少年〈第1章〉 終わりの始まり（2008年）
  - 20世紀少年〈第2章〉 最後の希望（2009年）
  - 20世紀少年〈最終章〉 ぼくらの旗（2009年）
- 告白（2010年） - 下村直樹（少年B） 役
- 悪の教典（2012年11月10日公開） - 田尻幸夫 役
- 鈴木先生（2013年1月12日公開） - 竹地公彦 役
- 人狼ゲーム（2013年10月26日公開） - 川崎文隆 役
- Short Film A Man（2014年）
- 迷宮カフェ（2015年3月7日公開） - スグル（早川優） 役[2]

### テレビドラマ
- 鈴木先生（2011年4月 - 6月、テレビ東京） - 竹地公彦 役
- ドン★キホーテ 第2話（2011年、日本テレビ） - 亮介 役
- パンテーンドラマスペシャル2011・フォルティッシモ―また逢う日のために―（2011年9月24日、BSフジ） - 北川春樹 役
- 海賊戦隊ゴーカイジャー 第32話（2011年10月2日、テレビ朝日） - 浅利悟志 役
- ブラックボード〜時代と戦った教師たち〜 第2夜（2012年4月6日、TBS） - 今中弘 役
- 黒の女教師（2012年7月 - 9月、TBS） - 菊池希 役
- ドラマ10 シングルマザーズ 最終話（2012年12月11日、NHK総合）- 上村涼太（高校生）役
- 新春ワイド時代劇 白虎隊〜敗れざる者たち（2013年1月2日、テレビ東京） - 西郷永四郎 役
- 特集ドラマ ラジオ（2013年3月26日、NHK総合） - 阿部健夫　役
- 幽かな彼女（2013年4月 - 6月、関西テレビ） - 大宮斗真 役
- 読売テレビ開局55周年記念ドラマ 怪物（2013年6月27日、読売テレビ） - 山本優 役
- 学校のカイダン（2015年1月 - 3月、日本テレビ） - 畠ハタロウ 役
- ドラマスペシャル 最後の証人（2015年1月24日、テレビ朝日） - 真田直樹 役
- NHK大河ドラマ 花燃ゆ  第5話（2015年2月1日 NHK総合）- 金子善兵衛 役
- 忌野清志郎 トランジスタ・ラジオ（2015年5月3日、NHK BSプレミアム） - 阿部昇 役
- 吉原裏同心〜新春吉原の大火（2016年1月3日 -、NHK） - おけい（圭次）役
- 日曜劇場仰げば尊し（2016年7月 - 9月、TBS） - 木部郁夫 役
- 土曜ワイド劇場刑事一徹（2016年7月23日 -、テレビ朝日） - 戸山漣 役
- 痛快TV スカッとジャパン #75 〜幼なじみはイケメン〜 （2016年12月5日 - フジテレビ） - 浅村聖也 役
- キス×kiss×キス Special chapter 第2話（2017年1月27日 - 配信、dTV）
- 木曜ミステリー「警視庁・捜査一課長」season2 第1話 （2017年4月13日 - 、テレビ朝日） - 松宮優馬 役
- 月曜名作劇場「警視庁南平班〜七人の刑事〜10」（2017年） - 宮尾亮太

### 舞台
- 七変化音楽劇 有頂天家族（2014年1月16日 - 26日、本多劇場 / 2月8日、京都劇場） - 下鴨矢四郎 役
- 祈り 2015〜ダンスとリーディングでつづる別れと新たなる出逢いの物語（2015年8月18・19日、カメリアホール）
- ちっちゃな英雄（ヒーロー）（2015年10月4日 - 12月25日、サンリオピューロランド内フェアリーランドシアター） - Team Happy ジョージ 役
  - ちっちゃな英雄（ヒーロー）（2017年8月7日 - 26日、サンリオピューロランド内フェアリーランドシアター） - Team Shinyジョージ 役
- 舞台芸術集団地下空港第16回公演「ポセイドンの牙」（2016年6月1日 - 5日、紀伊國屋ホール） - 須永宇宙期 役[5]
- 爆走おとな小学生「初等教育ロイヤル」（2021年7月23日 - 25日、京都劇場） - 石川くん 役
- ロデオ★座★ヘヴン 14th act「法王庁の避妊法」（2024年9月11日 - 16日、「劇」小劇場）[6]
- 劇団「ハイキュー!!」中国ツアー（2025年8月16日 - 9月30日〈予定〉、前灘 31 文化演藝中心大劇場 他） - 武⽥⼀鉄 役[7]

### バラエティ・情報番組ほか
- あさイチ（2017年3月30日 - 2021年3月10日、NHK） - 「ピカピカ☆日本」レギュラーリポーター[8]
- ぐるっと四国　軽四キャンピングカーがゆく（2019年4月 - 2022年2月、NHK）月1出演

### CM
- ハドソン Touch!ボンバーマンランド（2006年）
- 東進ハイスクール （2011年）
- DyDo自販機 秋冬篇 他（2014年）

### PV
- 槇原敬之「Firefly〜僕は生きていく」（2008年）